# Браво, Чарльз
Чарльз Браво (англ. Charles Bravo), при рождении Чарльз Делоне Тёрнер (Charles Delauney Turner, 30 ноября 1845 года — 21 апреля 1876 года) — британский адвокат (барристер), который стал жертвой загадочного убийства, оставшегося в итоге нераскрытым. Он был отравлен сурьмой и умирал долго и мучительно. Это событие вызвало большой резонанс в британском обществе из-за скандальных подробностей, сопровождавших дело.

## Биография
Чарльз родился в Лондоне в семье Огастаса и Мэри Тёрнер. Огастас умер, когда сын был маленьким ребёнком, и Мэри вышла замуж за Джозефа Браво — богатого купца, занимавшегося колониальной торговлей. Чарльз (в детстве ещё Тёрнер) хорошо учился и получил высшее юридическое образование, в возрасте 23 лет принял фамилию отчима. В быту отличался своенравием и жёстким характером. 7 декабря 1875 года он женился на богатой молодой вдове по имени Флоренс. К моменту женитьбы у него уже была внебрачная дочь.
Брак Чарльза и Флоренс был основан не на любви, а на взаимной выгоде. Биография его жены была очень непростой. Первый муж Флоренс, алкоголик, бил её. Они развелись, и вскоре у Флоренс завязался роман с известным женатым врачом Джеймсом Мэнби Галли, который был намного старше своей любовницы. Флоренс забеременела от Галли и была вынуждена сделать аборт. После этого все в обществе отвернулись от неё, и она мечтала с помощью Чарльза Браво восстановить свою репутацию в высшем обществе. Чарльзу тоже было выгодно это бракосочетание, так как Флоренс богаче его и он мог стать совладельцем большого состояния.
Однако их брак был несчастливым. Браво вёл себя деспотично с женой, бил её, командовал всем в доме, силой принуждал к сексуальной близости. Флоренс пережила несколько выкидышей и не смогла родить ребёнка. Браво ревновал и оскорблял её. Кроме того, у него испортились отношения с прислугой в доме.
21 апреля 1876 года, пробыв в браке всего 4 месяца, Чарльз Браво умер в страшных мучениях, ничего толком не объяснив врачам.

## Подозреваемые

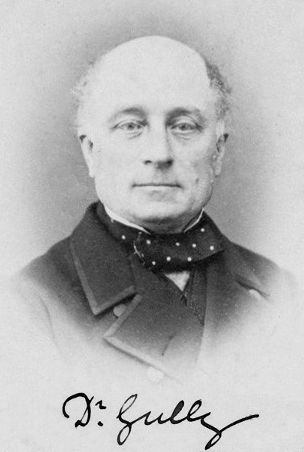
Доктор Джеймс Галли — подозреваемый в убийстве Чарльза Браво

Смерть Браво была признана убийством, но полиция так и не предъявила обвинений кому-либо. У следствия было 4 подозреваемых в убийстве:
1. Джордж Гриффитс, конюх, работавший у Флоренс, и впоследствии уволенный Чарльзом Браво. Увольнение стало для Гриффитса шоком. Он несколько раз открыто оскорблял мужа своей хозяйки, а потом заявил, что Браво не проживёт и 4 месяцев после женитьбы. Однако после увольнения он быстро нашёл работу ещё лучше прежней, а его новая хозяйка даже была готова выступить в его защиту на суде[3].
2. Доктор Галли. Галли тяжело переживал разрыв с Флоренс и с помощью соучастника мог отравить Чарльза Браво из ревности. К этой версии склонялась Агата Кристи[4]. Однако Галли отличался добрым нравом и человеколюбием и подобная жестокость с его стороны была очень маловероятной.
3. Сиделка миссис Кокс. Миссис Кокс давно была сиделкой Флоренс и очень любила последнюю. Скрытная, стареющая женщина с туманным прошлым, после убийства Браво она стала героем лондонских анекдотов и песен. Кокс заявила, что умирающий Браво сказал, что сам принял яд. На следствии она путалась, меняла показания и обвиняла в убийстве доктора Галли[3].
4. Флоренс Браво. У Флоренс был мотив — муж измучил её, сильно навредил её физическому и психическому здоровью, бил и унижал её. Однако у Флоренс была возможность уйти от мужа, британские законы были на её стороне, таким образом, в убийстве (за которое убийце грозила смертная казнь), не было необходимости[3].

По мнению Джулиана Феллоуза, смерть Чарльза Браво вообще не была убийством. По его мнению, Браво регулярно подсыпал отраву своей жене, чтобы убить её и стать богатым наследником, но один раз что-то перепутал и сам выпил яд, предназначенный для Флоренс. Таким образом, он по неосторожности убил сам себя.

## В массовой культуре
- В романе Агаты Кристи «Испытание невинностью» (1957) проводятся открытые сравнения с делом Чарльза Браво.
- Также упоминается в книге "Часы" (The Clock).
- Д/ф. «Дело Чарльза Браво» из цикла «Самые таинственные убийства» (2004).